# 好莱坞 (南卡罗来纳州)
好莱坞（英文：Hollywood），是美国南卡罗来纳州下属的一座城市。城市类型是“Town”。其面积大约为24.52平方英里（63.49平方公里）。根据2010年美国人口普查，该市有人口4,714人，人口密度约为每平方 英里192.29人（约合每平方公里74.25人）。